# Brian Duffy
Brian Duffy (Londres, 15 de junio de 1933 – 31 de mayo de 2010) fue un fotógrafo y productor de cine inglés, destacó por sus  retratos y obras de fotografía de moda durante las décadas de 1960 y 1970.

## Primeros años de vida
Descendiente de padres irlandeses nació en 1933 en Londres. Durante la Segunda Guerra Mundial fue evacuado con sus hermanos a Kings Langley, donde fue acogido por los actores Roger Livesey y Ursula Jeans . Tras unas semanas, su madre, descontenta con la separación de sus cuatro hijos del núcleo familiar, insistió y consiguió que todos regresaran a Londres. Tras la intensificación de los bombardeos alemanes sobre Londres, fueron evacuados por segunda vez a Gales, pero tras un mes regresaron a Londres después de haber vivido en una granja remota.
De regreso a Londres, Brian se dedicó a irrumpir en casas abandonadas y recorrer distintas zonas de modo descontrolado. Comenzó en la escuela al terminar la guerra, siendo admitido en una escuela liberal en el barrio de Chelsea donde el Consejo del Condado de Londres había adoptado una política que trataba a los niños difíciles con un programa de experiencias culturales para ampliar sus horizontes. Brian se vio implicado en diversos episodios problemáticos y tuvo que ser trasladado a otra escuela para niños difíciles en el barrio de Kentish Town, donde una vez más se hizo hincapié en el tratamiento de jóvenes con problemas a través de la inclusión cultural que incluía viajes escolares a la Ópera, ballet, galerías de arte e instituciones culturales. En esta escuela Brian empezó a mostrar sus propias tendencias creativas y al terminar en la escuela se matriculó en la Escuela de Arte de Saint Martin . 
En 1950 comenzó los estudios en la escuela de arte con la intención de ser pintor, pero pronto se dio cuenta de que sus compañeros tenían más talento y se pasó a un curso de diseño de vestuario. En 1953 finalizó los estudios en la escuela de arte e inmediatamente comenzó a trabajar como asistente de diseño en la marca de prêt-à-porter Susan Small, después de lo cual trabajó para Victor Stiebel, el diseñador preferido de la Princesa Margarita. En una visita posterior a París, le ofrecieron un trabajo en Balenciaga, pero no pudo aceptarlo porque su esposa June estaba embarazada de su hijo mayor, Chris.

## Carrera fotográfica
En 1955, empezó a colaborar artista de moda freelance para Harper's Bazaar y tuvo su primera experiencia con la fotografía comercial. Al visualizar varias hojas de contactos fotográficos en el escritorio del director de arte, decidió buscar trabajo como asistente de fotógrafos. En primer lugar intentó trabajar con el fotógrafo John French pero no le contrataron. Empezó trabajando en los estudios Carlton, después en Cosmolitan Artists y como asistente del fotógrafo Adrian Flowers. En este último trabajo recibió el primer encargo de Enerstine Carter que era la editora de moda del periódico The Sunday Times .
La edición británica de Vogue cuyo director de arte era John Parsons le contrató en 1957 y estuvo trabajando con él hasta octubre de 1962. En ese periodo tuvo ocasión de trabajar entre otras con las top-models Jean Shrimpton (a quien presentó a David Bailey ), Paulene Stone, Joy Weston, Tania Mallet, Marie-Lise Gres, Jennifer Hocking y Judy Dent.
El fenómeno de la Swinging Sixties se fue imponiendo en los años 1960 en Londres como una especie de revolución cultural- En el campo de la fotografía Brian Duffy junto a sus compañeros David Bailey y Terence Donovan fueron denominados la Black Trinity por Norma Parkinson y en la cultura de alta costura y celebridad chic marcaron una tendencia en la estética de moda, así como del papel del fotógrafo en la industria de la moda. Estos fotógrafos estuvieron en contacto con actores, estrellas del pop, la realeza o los gánsteres Kray Twins y se convirtieron ellos mismos en celebridades. De este modo aparece una nueva generación de fotógrafos famosos como Richard Avedon.
Aunque abandonó la plantilla de Vogue en 1962 continuó proporcionando fotografías de moda a la revista de un modo independiente mientras colaboró con otras publicaciones como Nova, London Life, Cosmopolitan, Esquire, Town, Queen, The Observer, The Sunday Times Magazine y Telegraph Magazine. En los periodos 1962-1966 y 1974-1979 trabajó para la edición francesa de la revista Elle con los directores Peter Knapp y Foulia Elia. Brian Duffy declaró que algunos de sus mejores trabajos los publicó en esta revista.
También tuvo éxito como fotógrafo de publicidad comercial. Produjo premiadas campañas para Benson & Hedges y para Smirnoff en la década de 1970, además de diseñar el concepto de Silk Cut que vendió a Paul Arden en Saatchi & Saatchi .
En 1965, le pidieron que realizase el segundo calendario Pirelli, lo que hizo en locaciones del sur de Francia. En 1973 volvió a tomar las fotografías del calendario, lo que hizo en colaboración con el artista pop británico Allen Jones y el especialista en aerografía Philip Castle.
En 1968 creó una productora de cine llamada Deighton Duffy con el escritor Len Deighton, con la que produjeron luego produjo la comedia Only When I Larf (Solo cuando rio), basada en el libro homónimo de Deighton (1967), y también Oh! What a Lovely War que se estrenó en 1969. 
Mantuvo una relación laboral con el artista David Bowie durante unos ocho años en los que filmó cinco sesiones clave en su carrera. Se encargó de tres portadas de sus álbumes: Aladdin Sane (1973), Lodger (1979) y Scary Monsters (and Super Creeps) (1980). También fotografió a Bowie como su personaje Ziggy Stardust en julio de 1972, y en la película  titulada The Man Who Fell to Earth (1976) y dirigida por Nicolas Roeg para The Sunday Times . Se considera que el aporte de Brian Duffy tuvo una influencia significativa en la creación de la imagen pública camaleónica de Bowie. En 2014, Chris Duffy y Kevin Cann fueron coautores de un libro que relata estas sesiones titulado Duffy Bowie: Five Sessions .
En 1979 abandonó abruptamente la fotografía e intentó quemar muchos de sus negativos en el patio de su estudio. Afortunadamente, sus vecinos se opusieron al humo acre y se llamó al consejo para que interviniera y se salvó gran parte de su trabajo. Aunque se perdió una gran cantidad de sus imágenes, las que quedan se destacan colectivamente como una historia visual integral de veinticinco años de cultura y moda británicas.
La historia de su vida y obra está recogida en un documental de la  BBC Four emitido en enero de 2010 y titulado "The Man Who Shot the 60's".

## Producción cinematográfica y comerciales
Duffy se pasó a realizar videos comerciales de televisión y en 1981 se unió a la productora de cine Lewin Matthews. En 1983 realizó el video musical "Gold " de Spandau Ballet, " All of My Heart " de ABC y " Mirror Man " para The Human League. . Entre 1984 y 1986, Duffy trabajó para Paul Kramer Productions en Nueva York. A su regreso al Reino Unido, creó su propia productora de cine "3DZ" con sus dos hijos Chris Duffy y Carey Duffy y fue pionero en el formato de película Super16 filmando comerciales de televisión y videos pop, entre otros la salida a bolsa de British Steel en 1988.
En 1985, al estar especialmente interesado Brian Duffy en la temática de la Primera Guerra Mundial dirigió la película Lions Led By Donkeys para la cadena de televisión británica  Channel Four .

## Restauración de muebles antiguos
En 1990, Duffy se retiró de la creación de imágenes y siguió su afición de toda la vida por la restauración de muebles. Llegó a convertirse en un restaurador acreditado por BAFRA (Asociación Británica de Restauración de Muebles Antiguos).
Tras sufrir una enfermedad pulmonar degenerativa, murió el 31 de mayo de 2010 de fibrosis pulmonar .

## Legado y el archivo Duffy
En 2008, su hijo Chris Duffy, fundó el Archivo Duffy y, en octubre de 2009, el trabajo de Duffy se exhibió por primera vez en la "Chris Beetles Gallery" de Londres (ahora conocida como Huxley-Parlour). El interés por su obra ha ido creciendo año tras año y en 2012 Duffy tuvo doce exposiciones internacionales, incluidas tres exposiciones individuales en el Museo Nacional Alinari de la Fotografía de Florencia, la Galería de Arte Monash en Melbourne y el Museo de Zaragoza. El trabajo de Duffy también se exhibió en la National Portrait Gallery (de los Beatles a Bowie), The Tate Liverpool (Glam) y Museo de Victoria y Alberto (Diseño británico 1947-2012).
En junio de 2011, el hijo de Duffy, Chris, escribió una monografía de las imágenes de Duffy que fue publicada por ACC Editions titulada Duffy - Fotógrafo y presentaba más de 160 imágenes icónicas de las décadas de 1950, 1960 y 1970.
En 2011, el Museo de Victoria y Alberto de Londres solicitó grabados de Duffy para su colección permanente. En 2013, dicho museo solicitó una imagen para la exposición ' David Bowie is' y se eligió una imagen inédita de David Bowie llamada 'Eyes Open' de la hoja de contacto del disco Aladdin Sane como su imagen promocional clave. Esta exposición e imagen se ha mostrado en todo el mundo y es casi tan famosa como la portada original del álbum Aladdin Sane. La exposición se inauguró en el Museo de Victoria y Alberto el 23 de marzo de 2013 y, después de una gira mundial, se cerró en el Museo de Brooklyn de Nueva York, el 15 de julio de 2018.
En 2013 Brian Duffy fue incluido en la lista de los 100 fotógrafos profesionales más influyentes de todos los tiempos.
En 2014, la National Portrait Gallery acogió la exposición 'Stardust' de David Bailey y presentó a Duffy en dos categorías, 'artistas' e 'íconos'. Duffy era amigo y compañero de Bailey.
A finales de 2014, junto con la francesa Elle, Chris Duffy coescribió un libro con Emma Baxter-Wright sobre el trabajo de Duffy en la revista francesa Elle (actualmente solo disponible en francés) Modo sesenta y setenta: Dans l'oeil de Brian Duffy .
En 2018, ACC Editions publicó una segunda edición revisada y actualizada de 'Duffy - Fotógrafo' con 16 páginas de contenido adicional.
Durante 2019, las imágenes de Duffy se incluyeron en las exposiciones del Museo de Victoria y Alberto  'Cars: Accelerating the Modern World'  y ' Mary Quant ' respectivamente. El 9 de junio,  el museo celebró un evento exclusivo para miembros 'Dinner and a Movie: Duffy: The Man Who Shot the Sixties'  donde se proyectó el documental de la BBC de 2010 sobre la vida y la carrera de Brian Duffy, seguido de una sesión de preguntas y respuestas con Chris Duffy.
En febrero de 2020, 'Secrets of the Museum', un documental de seis partes realizado por "Blast! Films" para BBC Two presentaron a Chris Duffy donando una imagen descartada de la sesión de fotos de la portada del álbum Aladdin Sane de 1973 titulada 'David Bowie Is.. . Watching You' al museo de Victoria y Alberto para su colección permanente.